# Вологодский драматический театр
Волого́дский госуда́рственный о́рдена «Знак почёта» драмати́ческий теа́тр — крупнейший театр Вологодской области и один из старейших в России.

## История театра
Также см. также статью Театры Вологды
Возобновление профессионального театра в специально выстроенном здании состоялось в 1849 году. Инициатором создания театра и его основоположником стал Б. К. Соловьёв — актёр, режиссёр, антрепренёр и строитель театрального здания. В 1849 году, приехав в Вологду, он обратился в городскую канцелярию с просьбой о дозволении открыть «вольный театр» и отвести для него место. Место было отведено на Гостинодворской улице (сейчас — часть улицы Мира) напротив удельной конторы (нынешнего Вологодского филиала ЯГМА). 1 ноября 1849 года состоялось торжественное открытие театра спектаклем «Скопин-Шуйский» по исторической пьесе Н. В. Кукольника, на которое собрался весь город во главе с губернатором С. Г. Волховским. Эта дата в советское время стала считаться днём рождения театра (существует точка зрения, что дата была выбрана «под юбилей 1989 года»).

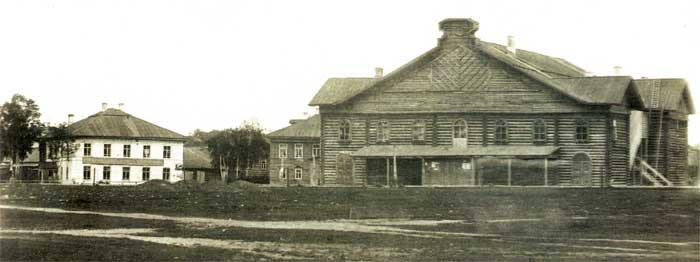
Третье здание Вологодского городского театра на Плацпарадной площади

Помещение театра было оклеено белыми обоями с золотым бордюром, использовалось керосиновое освещение, играл оркестр. В 1859 году здание сгорело.
С 1863 года театральные труппы играли в здании, построенном известным театральным предпринимателем В. А. Смирновым. Оно находилось на Большой Архангельской улице (сейчас — улица Чернышевского), на месте дома Грачёва, рядом с домом Зубова (Братства Всемилостивого Спаса). Деревянное здание имело небольшое количество мест в партере, боковые двухъярусные ложи и галерею. Во второй половине 1870-х здание было приспособлено под цирковые представления, а затем по ветхости сломано.

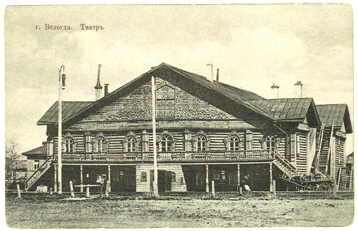
Театр П. Ф. Рамеса

В 1874 году антрепренёр П. Ф. Рамес, итальянец по национальности, обратился к властям с ходатайством об отводе участка под новый театр. Место было выделено на восточном краю Парадной площади (сейчас на этом месте стоит дом по улице Зосимовской, 5). Трёхъярусное, украшенное резьбой здание было рассчитано на 600 мест, было просторнее и комфортнее, чем театр В. А. Смирнова. Таким образом, непродолжительное время в Вологде существовало два театра. Однако через некоторое время предприятие П. Ф. Рамеса разорилось, антрепренёр уехал в Ярославль, где вскоре умер.
После отъезда П. Ф. Рамеса театр перешёл во владение А. П. Набалова, вологодского помещика, «барина-чудака», который потратил на него несколько состояний, наследником которых становился.
В январе 1897 года А. П. Набалов умер, и театр перешёл в управление города, который сделал его доходным предприятием. В конце XIX века театральная жизнь города оживилась. В местных газетах появились рецензии на постановки, стали устраиваться обсуждения спектаклей. Появились спектакли по произведениям А. Н. Островского, Сухово-Кобылина, Д. И. Фонвизина, А. С. Пушкина, У. Шекспир, Мольера. Вологодский зритель видел на подмостках театра прославленных мастеров русской сцены: братьев Адельгеймов, В. Н. Андреева-Бурлака, В. Комиссаржевскую, М. Савину. Под её руководством Товарищество московских артистов проработало в Вологде театральный сезон 1897—1898 годов, показав вологжанам около 70 спектаклей. В разные годы в театре работали режиссёры: Я. Лейн, А. Ходырев, А. Ларионов, Л. Меерсон, Е. Свободин, Б. Сапегин, В. Терентьев, М. Юфа, Л. Топчиев, В. Дроздов, А.Попов, Е. Минский, С. Таюшев, М. Резцов и др. Вологодскому театру посвящены первые театральные рецензии А. В. Луначарского, отбывавшего в Вологде политическую ссылку в 1902—1904 годах. В нашем городе начинал свою творческую деятельность известный режиссёр Н. В. Петров.

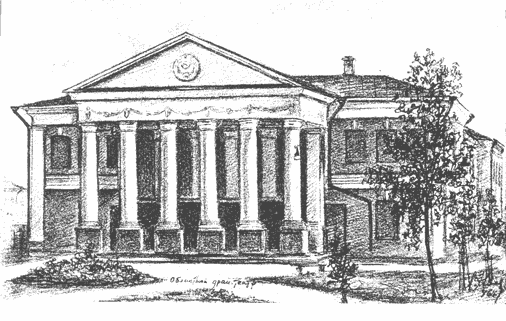
Здание Вологодского драматического театра до 1972 г. Сейчас Театр для детей и молодёжи

С 1932 года, после того, как пожар уничтожил деревянное здание театра, он переехал в бывший Пушкинский народный дом на Октябрьской улице. В этом здании театр располагался до 1974 года. После его реконструкции и перестройки здесь обосновался Вологодский театр юного зрителя.
28 декабря 1974 года, к своему 125-летнему юбилею, Вологодский драматический театр получил новое здание на Советском проспекте. Московский центральный НИИ экспериментального проектирования зрелищных зданий и спортивных сооружений. Архитекторы Е. М. Ландау, И. А. Михалёв, Ю. П. Федотов, инженер М. П. Махин.

## Выдающиеся артисты прошлых лет
- Оскотский-Гросс, Григорий Семёнович (1922—1927)
- Сафонов, Василий Васильевич (1941—1989)
- Марков, Леонид Васильевич (1945—1947)
- Щуко, Марина Владимировна (1954—1979)
- Серёжкин, Алексей Михайлович (1968—1989)
- Пуговкин, Михаил Иванович (1958—1959)
- Семёнов, Алексей Васильевич (1960—2001)
- Пустяков, Александр Сергеевич (1970-е годы)

## Выдающиеся постановки прошлых лет
- 1943 по 1945 год — «Гроза», «Пигмалион», «Стакан воды», «Мещане», «Лодочница», «Капитан Бахметьев»;
- 1946 год — «Каширская старина», «Васса Железнова», «Отелло», «Платон Кречет», «Сталинградцы»;
- 1947 и 1948 годы — «Хлеб наш насущный», «Бедность не порок», «Овод», «Правда хорошо, а счастье лучше», «Анна Каренина», «Глубокие корни»;
- 1949 и 1950 годы — «Дворянское гнездо», «Яблоневая ветка», «Чужая тень», «Великий государь», «Московский характер», «На всякого мудреца довольно простоты», «Евгения Гранде», «Сын полка», «Дама-невидимка», «Без вины виноватые», «Угрюм-река», «Аленький цветочек», «Три сестры», «Последние»;
- 1951 и 1952 годы — «Таланты и поклонники», «Замужняя невеста», «Красавец-мужчина», «Финист — Ясный сокол», «Сердце не камень», «Сын рыбака»;
- 1953 и 1954 годы — «Пучина», «Шельменко-денщик», «Опасный спутник»;
- 1955 и 1956 годы — «В добрый час», «Свадебное путешествие», «Суд матери», «В доме господина Драгомиреску», «Волки и овцы», «Мораль пани Дульской» Г. Запольской, «Фома Гордеев», «Порт-Артур».
- 1958 — «Слуга двух господ» Карло Гольдони Режиссёр: А. В. Шубин
- 11 декабря 1863 года — «Лучше б я был сиротой»
- 3 января 1865 года — «Герцогиня де-Шеврез» или «Поединок при Ришельё»

## Общие сведения
Автономное учреждение культуры Вологодской области «Вологодский ордена „Знак Почёта“ государственный драматический театр» является некоммерческой организацией — государственным учреждением культуры, тип учреждения — автономное.
Вологодский драматический театр — один из старейших театров России, основан 1 ноября 1849 года. За время существования на сцене театра были поставлены лучшие образцы русской и зарубежной классики, современной драматургии. Труппа драматического театра сегодняшнего дня — содружество признанных мастеров сцены и молодых, но уже ярко заявивших о себе артистов, ставших любимцами зрителей. Возглавляет театр художественный руководитель Алексей Ожогин с 2018 года.
Вологодский драматический театр гастролирует и в России, и за рубежом, а также является участником и лауреатом всероссийских и международных конкурсов и фестивалей. В 1991 году театр стал инициатором проведения Международного театрального фестиваля «Голоса истории», а с течением времени его бессменным участником и неоднократным призёром.
В Вологодском драматическом театре функционируют следующие цеха:
- машинно-декорационный цех
- осветительный цех
- парикмахерский цех
- реквизиторский цех
- костюмерный цех
- радиоцех
- художественно-декорационный цех
- пошивочный цех
- бутафорский цех
- транспортный цех

В театре открыты и постоянно действуют три сценические площадки: основная сцена, малая и камерная. Для каждой из них создан своеобразный репертуар, основанный на технических возможностях площадок и отвечающий актуальным требованиям театра. Сложные постановочные спектакли с масштабными декорациями — это репертуар основной сцены. Современная механизированная система управления площадкой позволяет решать сложные постановочные задачи. Поэтому все спектакли основной сцены отличаются многонаселённостью, объёмностью, яркостью, эффектностью формы и живой искренностью актерского исполнения. На Малой сцене ставятся преимущественно компактные спектакли, основанные на эффекте камерности представления. Благодаря возможности трансформации площадки, спектакли малой сцены отличаются многообразием форм и жанров. Непосредственная близость зрителя требуют от актеров максимальной правдивости и напряжения всех духовных сил. Камерная сцена, открытая в 2008 году, представляет собой небольшой зал с эстрадой, на которой и происходит основное действие спектаклей. Это экспериментальная площадка, где актеры могут попробовать себя в качестве режиссёров. Особенности этой площадки (малое количество зрителей, небольшой размер сцены) позволяют создавать необычное, интерактивное действо.
Коллектив Вологодского драматического театра всегда отличался высоким уровнем профессионализма. Сегодня в театре работают 6 артистов, получивших звание «Заслуженный артист РФ». Благодаря продуктивной деятельности коллектива, театр интересен зрителям, успешен и творчески стабилен.
Вологодский драматический театр является основным местом проведения культурных мероприятий как городского, так и общероссийского значения. На сцене театра проходят концерты, посвящённые государственным праздникам и важным общественно-политическим событиям, гастроли знаменитых театральных коллективов, реализуются творческие проекты международного сотрудничества.
Деятельность коллектива театра направлена на создание и развитие единого театрального пространства в Вологодской области, развитие культурного сотрудничества, формирование нравственной и гражданской позиций у подрастающего поколения и молодёжи. В настоящее время АУК ВО «Вологодский драматический театр» представляет собой культурное учреждение с прочной административной системой, со сформированной репертуарной политикой и сплочённым коллективом.

## Труппа театра
Заслуженные артисты России:
Марианна Витавская, Наталья Воробьёва, Олег Емельянов, Аркадий Печкин, Владимир Таныгин †, Светлана Трубина
Артисты:
Наталья Абашидзе, Николай Акулов, Марина Боброва, Дмитрий Бычков, Полина Бычкова, Евгений Галанцев, Лариса Григорова, Любовь Илюхова, Оксана Киселева, Диана Кононенко, Игорь Ломанович, Дмитрий Мельников, Михаил Морозов, Ангелина Ноздрина, Екатерина Петрова, Виталий Полозов, Ирина Полозова, Никита Рехов, Светлана Романова, Андрей Светоносов, Наталья Ситникова, Нина Скрябкова,  Владимир Смирнов, Виктория Смирнова, Максим Юлин.

## Репертуар
- 2008 год — «Ночь перед Рождеством», Н. Гоголь, режиссёр: Е. Э. Иванова
- 2008 год — «Тартюф», Мольер, режиссёр: З. А. Нанобашвили
- 2009 год — «Деньги! Коварство! Любовь!», М. Зощенко, режиссёр: А. В. Чупин
- 2009 год — «Доходное место», А. Н. Островский, режиссёр: З. А. Нанобашвили
- 2009 год — «Женщины. Фрагмент», А. Мардань, режиссёр: З. А. Нанобашвили
- 2009 год — «Номер 13-13», Р. Куни, режиссёр: З. А. Нанобашвили
- 2009 год — «Клочки по закоулочкам», Г. Остер, режиссёр: С. В. Закутин
- 2010 год — «Капризная принцесса», Х. К. Андерсен, режиссёр: А. В. Чупин
- 2010 год — «Эшелон», М. Рощин, режиссёр: З. А. Нанобашвили (недоступная ссылка)
- 2010 год — «Чисто семейное дело», Р. Куни, режиссёр: З. А. Нанобашвили
- 2010 год — «Волшебная лампа Аладдина», А. Чупин, режиссёр: А. В. Чупин
- 2011 год — «Вампилов. Миниатюры», А. Вампилов, режиссёр: В. В. Илюхов
- 2011 год — «Нина», А. Руссен, режиссёр: З. А. Нанобашвили (недоступная ссылка)
- 2011 год — «Праздник одиночества», В. Коростылёв, режиссёр: З. А. Нанобашвили
- 2011 год — «В погоню за миллионом», А. Чупин, режиссёр: А. В. Чупин
- 2011 год — «О, эта Анна!», М. Камолетти, режиссёр: З. А. Нанобашвили
- 2011 год — «Карлик Нос!», В. Гауф, режиссёр: А. В. Чупин
- 2012 год — «Последняя любовь Казановы», М. Цветаева, режиссёр: засл.арт. России Н. Ю. Воробьёва
- 2012 год — «Гамлет», У. Шекспир, режиссёр: З. А. Нанобашвили
- 2012 год — «Гроза», А. Островский, режиссёр: З. А. Нанобашвили
- 2012 год — «Душа бессмертна», В. Белов, режиссёр: З. А. Нанобашвили
- 2012 год — «Бременские музыканты», Ю. Энтин, В. Ливанов, режиссёр: А. В. Чупин
- 2013 год — «Клуб для вдов», А. Менчелл, режиссёр: А. В. Чупин
- 2013 год — «Требуется собака», С.Белов, С.Куваев, режиссёр: засл.арт. России Н. Ю. Воробьёва
- 2013 год — «Дон Жуан», Ж.-Б.Мольер, режиссёр: З. А. Нанобашвили
- 2013 год — «Летучий корабль», В. Ткачук, режиссёр: Р. Г. Родницкий
- 2014 год — «Слишком женатый таксист», Р.Куни, режиссёр: З. А. Нанобашвили
- 2014 год — «В гостях у сказки», А. Чупин, режиссёр: А. В. Чупин
- 2014 год — «Ричард II», У. Шекспир, режиссёр: З. А. Нанобашвили
- 2014 год — «Горе от ума», А. Грибоедов, режиссёр: З. А. Нанобашвили
- 2015 год — «Аленький цветочек», И. Карнаухова, Л. Браусевич, режиссёр: А. В. Чупин
- 2015 год — «Боинг-боинг-боинг», М. Камолетти, режиссёр: З. А. Нанобашвили
- 2015 год — «Спасти камер-юнкера Пушкина», М. Хейфец, режиссёр: А. В. Чупин
- 2015 год — «Страх и война», Б. Брехт, режиссёр: З. А. Нанобашвили
- 2015 год — «Любимый танец короля», С.Куваев, режиссёр: А. В. Чупин
- 2016 год — «Метод», Ж. Гальсеран, режиссёр: З. А. Нанобашвили
- 2016 год — «Святая обитель», режиссёр: З. А. Нанобашвили
- 2016 год — «Пули над Бродвеем», В. Аллен, режиссёр: З. А. Нанобашвили
- 2016 год — «Волшебник Изумрудного города», режиссёр: А. В. Чупин
- 2017 год — «По зелёным холмам океана», С. Козлов, режиссёр: А. В. Чупин
- 2017 год — «Паника», Р. Хоудон, режиссёр: З. А. Нанобашвили

## Достижения
- 1974 год — орден «Знак почёта»
- 1991 год — I Российский театральный фестиваль исторических спектаклей (Вологда), лучший спектакль («Василиса Мелентьева»), премия за режиссуру спектакля «Василиса Мелентьева» (режиссёр Виктор Свиридкин), премии за актерские работы в спектаклях «Князь Серебряный» (Алексей Семенов), и «Василиса Мелентьева» (Николай Чигасов, Елена Сапрыкина и Елена Голубицкая), премия за сценографию спектакля «Василиса Мелентьева» (Сергей Досекин)
- 1993 год — II Российский театральный фестиваль «Голоса истории» (Вологда), приз фестиваля (Алексей Семенов, за актерскую работу)
- 1995 год — III Российский театральный фестиваль «Голоса истории» (Вологда), главный приз фестиваля (за создание спектакля «Царь Фёдор Иоаннович» в историко-архитектурном ансамбле Вологодского кремля), памятный подарок фестиваля (артисту Валентину Трущенко за исполнение роли царя Фёдора), подарок от банка «Вологжанин» (за спектакль «Царь Фёдор Иоаннович»), награда от СТД (режиссёр спектакля Валерий Бухарин)
- 1998 год — «Золотая Пальма», награда Международной Ассоциации «Мир без границ» (Франция)
- 1999 год — «Гран-При», награда Координационного Комитета программы «Партнёрство ради прогресса» (Германия) V Российский театральный фестиваль «Голоса истории» (Вологда), главный приз и диплом фестиваля (Алексей Семенов, за исполнение роли Ярослава Мудрого в спектакле «Ярослав Мудрый»)
- 2001 год — VI Российский театральный фестиваль «Голоса истории» (Вологда), премия жюри фестиваля (Наталья Абашидзе, за роль Устинии в спектакле «Кого-то нет, кого-то жаль»)
- 2003 год
  - VI Всероссийский театральный фестиваль «Дни Островского в Костроме», награда Губернатора Костромской области Памятный знак «За достижения в развитии культуры и искусства» (за спектакль «Бальзаминов, Бальзаминов!..»)
  - VII Международный театральный фестиваль «Голоса истории» (Вологда), главный приз фестиваля «Маска» (за спектакль «Сон в летнюю ночь» В. Шекспира), специальные призы фестиваля за актерские работы (Наталия Воробьёва, Леонид Рудой)
- 2004 год — VI Всероссийский театральный фестиваль «Островский в доме Островского» (Малый театр, Москва), диплом фестиваля (за спектакль «Бальзаминов, Бальзаминов!..»)
- 2005 год — VIII Международный театральный фестиваль «Голоса истории» (Вологда), главный приз фестиваля «Маска», приз им. А. В. Семенова (за спектакль «Дневник Анны», за освоение новых сценических площадок), приз зрительских симпатий, почётный приз жюри фестиваля (актерский дуэт Л. Рудой — С. Трубина)
- 2007 год
  - IX Международный театральный фестиваль «Голоса истории» (Вологда), главный приз фестиваля «Маска» за режиссёрскую интерпретацию философского романа Ф. М. Достоевского в приемах площадного мистериального театра (спектакль «Карамазовы и ад»).
  - Участие в фестивале, организованном Центральным Домом актёра им. Яблочкиной, «Арбатские встречи».